# XII династия
XII династия — одна из династий фараонов, правивших в Древнем Египте во время Среднего царства в XX—XVIII веках до н. э.

## Периодизация
Согласно Манефону, XII династия, как и XI, происходила из города Фивы. Однако из современных записей известно, что первый фараон династии перенёс столицу в основанный им город, название которого звучало Аменемхет-ит(и)-тауи (Amenemhat-itj-tawy, «Аменемхет, захвативший обе земли»). Вероятно город находился около Файюма.
Обстоятельства перехода власти от XI к XII династии плохо известны. Аменемхет I, основавший XII династию, был чати фараона Ментухотепа IV. Он или сверг фараона, узурпировав власть, или унаследовал престол из-за бездетности Ментухотепа IV.
Список фараонов XII династии сохранился в ряде царских папирусов. Согласно Туринскому царскому списку, династия правила 213 лет. Время правления династии египтологи относят к:
- 2111—1898 гг. до н. э. — по А. Вейгаллу;
- 2000—1785 гг. до н. э. — по Э. Бикерману;
- 1976—1794/93 гг. до н. э. — по Ю. фон Бекерату;
- 1939+16—1760 гг. до н. э. — по Э. Хорнунгу, Р. Крауссу и Д. Уорбертону.

В правление наследников Аменемхета III — Аменемхета IV и его сестры Нефрусебек, начался упадок государства. В результате грандиозного восстания бедноты и рабов Среднее царство прекратило своё существование и наступил Второй переходный период. В Фивах и в Ксоисе (в Дельте) пришли к власти XIII и XIV династии, в результате чего единое Древнеегипетское государство вновь прекратило своё существование.

## Экономико-политическая обстановка
За время правления династии Египет превратился в сильное стабильное государство, которое обладало большим экономическим и военным потенциалом. Была окончательно восстановлена ирригационная система, которую расширил Аменемхет III. В результате, в Файюмской впадине создана разветвлённая сеть каналов, которую соединили с Нилом. Меридово озеро выполняло роль резервуара для воды, заполняясь во время разлива Нила. Возобновилось и строительство пирамид.
Фараоны вновь начали проводить завоевательную политику, подчинив Нубию до второго порога. В Нубии открыли богатые золотые прииски, для освоения их строились дороги и крепости, в результате чего Нубия фактически превратилась в египетскую провинцию. Также проводилось завоевание восточного Средиземноморья. Главным торговым центром там стал город Библ в Финикии. Через него в Египет из Малой Азии поступало серебро, олово, строевой лес и ливанский кедр.
В то же время, однако, II письмо Хеканахта описывало Египет тогда в состоянии страшного голода.

## Культура
Период правления XII династии примечателен расцветом древнеегипетской литературы. Созданы дошедшие до наших дней произведения «Поучение Аменемхата» и «Повесть о красноречивом крестьянине» и одно из древнейших сохранившихся произведений художественной литературы, вероятно, автобиографического характера «Сказание Синухе».
Вероятно, во время XII династии создан ряд работ, дошедшие до нас в поздних копиях времён XVIII династии:
- 1900 до н. э. — Папирус Присса[3][4][5]
- 1850-1800 до н. э. — Папирус Кахуна[6]
- 1800 до н. э. — Берлинский Папирус[англ.]
- 1800 до н. э. — Московский математический папирус
- 1650 до н. э. — Математический папирус Ахмеса
- 1600 до н. э. — папирус Эдвина Смита
- 1550 до н. э. — Папирус Эберса

В этот период происходит начавшийся при XI династии постепенный переход от вертикального к горизонтальному написанию иератического письма.

## Список фараонов
| Имя                         | Хронология                          | Хронология         | Сопоставление с древними списками фараонов | Сопоставление с древними списками фараонов | Сопоставление с древними списками фараонов | Сопоставление с древними списками фараонов | Сопоставление с древними списками фараонов |
| Имя                         | Э. Хорнунг, Р. Краусс, Д. Уорбертон | Ю. фон Бекерат     | Античные авторы (Геродот, по Манефону)     | «Туринский список»                         | «Саккарский список 2»                      | «Абидосский список 2»                      | «Карнакский список»                        |
| Аменемхет I                 | 1. 1939–1910+16                     | 1. 1976–1947       | 1. АмманемесА, АмменемесЕ                  | 5.20. [Сехете]п-иб-[ра]                    | 39. Сехетеп-иб-ра                          | 59. Сехетеп-иб-ра                          | 17. Сехетеп-иб-ра                          |
| Сенусерт I, Сесострис I     | 2. 1920–1875+6                      | 2. 1956–1911/10    | 2. СесонхосисА, Е                          | 5.21. [Хепер]-ка-[ра]                      | 40. Хепер-ка-ра                            | 60. Хепер-ка-ра                            | 24. Хепер-ка-ра                            |
| Аменемхет II                | 3. 1878–1843+3                      | 3. 1914–1879/76    | 3. АмменемесА, Е                           | 5.22. [Небу-кау-ра]                        | 41. Небу-кау-ра                            | 61. Небу-кау-ра                            | 18. Небу-кау-ра                            |
| Сенусерт II, Сесострис II   | 4. 1845–1837                        | 4. 1882–1872       | —                                          | 5.23. [Хаи-хепер-ра]                       | 42. Хаи-хепер-ра                           | 62. Хаи-хепер-ра                           | —                                          |
| Сенусерт III, Сесострис III | 5. 1837–1819                        | 5. 1872–1853/52    | 4. СесострисГ, А, Е                        | 5.24. [Хаи-кау-ра]                         | 43. Хаи-ка-ра                              | 63. Хаи-кау-ра                             | 32. Хаи-ка-ра                              |
| Аменемхет III               | 6. 1818–1773                        | 6. 1853–1806/05    | 5. ЛамаресА, Е, Мерид Г                    | 5.25. Ни-маат-ра                           | 44. Ни-маат-ра                             | 64. Ни-маат-ра                             | 19. [………] 20. [………]                        |
| —                           | —                                   | —                  | —                                          | —                                          | —                                          | —                                          | 19. [………] 20. [………]                        |
| Аменемхет IV                | 7. 1772–1764                        | 7. 1807/06–1798/97 | 6. АмменемесА                              | 6.1. Маа-херу-ра                           | 45. Ни-маа-херу-ра                         | 65. Маа-херу-ра                            | 21. Маа-херу-ра                            |
| Нефрусебек (царица)         | 8. 1763–1760                        | 8. 1798/97–1794/93 | 7. СкемиофрисА                             | 6.2. Нефру-собек-ра                        | 46. Ка-себек-ра                            | —                                          | 22. Себек-нофру-ра                         |

|                                                                      |                                                      |                                                                                     |                                                                                           |                                                                  |                                                                |                                              |
| Аменемхет I (рельеф из его гробницы в Эль-Лиште музей Метрополитен). | Сенусерт I (часть статуи, Египетский музей Берлина). | Аменемхет II (сфинкс с его лицом, найденный в Танисе, розовый гранит, музей Лувра). | Сенусерт III (сфинкс с его лицом, Государственный музей египетского искусства в Мюнхене). | Аменемхет III (голова статуи, гранит, Египетский музей Берлина). | Сфинкс Аменемхета IV, лицо изменено (гнейс, Британский музей). | Торс статуи царицы Нефрусебек (музей Лувра). |